# SpongeBob - Fuori dall'acqua
SpongeBob - Fuori dall'acqua (The SpongeBob Movie: Sponge Out of Water) è un film d'animazione del 2015 diretto da Paul Tibbitt e Mike Mitchell. 
È il secondo film d'animazione basato sulla serie televisiva statunitense SpongeBob, succede a SpongeBob - Il film. È stato realizzato a tecnica mista: tradizionale, grafica computerizzata e con sequenze dal vivo.

## Trama
Un pirata di nome Barba Burger si reca su un'isola alla ricerca di un libro magico in grado di trasformare in realtà ogni cosa scritta su di esso. Dopo averlo recuperato con successo, alcuni gabbiani, incuriositi, si avvicinano alla barca del pirata ai quali comincia a raccontare la storia. Il protagonista è SpongeBob SquarePants, una spugna di mare amante del suo impiego di cuoco al Krusty Krab, ristorante fast food e da tempo custode della formula segreta del Krabby Patty, formula che più volte ha rischiato di essere rubata da Plankton, ex amico d'infanzia e ora acerrimo nemico di Mr. Krab.
Nella città sottomarina di Bikini Bottom, SpongeBob e il Krusty Krab sono sotto attacco di Plankton, che vuole vendicarsi su SpongeBob per averlo sbattuto in carcere, e sta tentando di rubare la formula per riavere di nuovo il controllo cerebrale di Bikini Bottom. Dopo una battaglia a suon di alimenti e condimenti, Plankton dichiara la sua resa e consegna una moneta a Mr. Krab, che verrà subito depositata nella cassaforte dove è custodita la formula segreta. All'interno della moneta è però nascosto il vero Plankton, che sembra arrivato ormai al trionfo: infatti, mentre il clone di Plankton piange fuori dal ristorante distraendo Mr. Krab, SpongeBob sorprende il vero Plankton in fuga con la formula segreta.
I due cominciano a contendersi la bottiglietta contenente la formula quando quest'ultima, improvvisamente, scompare. Mr. Krab e gli altri cittadini cominciano a scagliarsi contro Plankton per riavere la ricetta, ma nessuno sembra credere alla sua innocenza eccetto SpongeBob (che peraltro è stato testimone insieme a Plankton dell'improvvisa scomparsa della formula) che interverrà e metterà in salvo Plankton con una gigantesca bolla di sapone. Intanto i clienti sono in rivolta perché vogliono i Krabby Patty, tuttavia gli hamburger sono finiti ed è pertanto impossibile farne altri, anche perché il regolamento del Krusty Krab vieta nella maniera più assoluta di memorizzare la ricetta segreta del Krabby Patty.
Senza la ricetta e senza SpongeBob non ci sono più Krabby Patty e i clienti entrano in uno stato di isteria collettiva scatenando il caos totale nella città. Per placare il caos creatosi, SpongeBob propone a Plankton di formare un team di lavoro per salvare Bikini Bottom. Questi è inizialmente riluttante, ma accetta. Il duo decide di andare al Chum Bucket a salvare Karen, computer e moglie di Plankton, per poterla usare come fonte di alimentazione per una macchina che viaggia nello spazio-tempo che li riporterà all'attimo prima che la formula sparisse. Il team assembla la macchina in un ristorante abbandonato. Azionando la macchina, i due viaggiano accidentalmente prima nel futuro avanti di quattro giorni dove il Krusty Krab è sommerso dalla sabbia con un Patrick vecchio e barbuto, poi in uno strano luogo dove incontrano Bubbles, un delfino magico il cui compito è quello di sorvegliare il cosmo. I due riescono infine a recuperare la formula, che però si scoprirà essere soltanto il falso che Plankton aveva lasciato nella cassaforte come sostituto della vera formula per ingannare Mr. Krab.
Il reale colpevole della sparizione della formula segreta del Krabby Patty si rivela essere lo stesso Barba Burger, che ha rimosso la pagina finale del libro e riscritto la storia in modo da ottenere per sé la formula. Trasformata la sua nave in un camion di cibo ambulante, si reca su una spiaggia di nome Sandy Shoals per vendere i Krabby Patty, i quali riscuotono un enorme successo. La pagina finale, che aveva gettato nell'oceano, atterra sulla cupola di Sandy, scoiattolina amica di SpongeBob, che comincia ad impazzire per la pagina con scritta “Fine”. Sandy pensa che la pagina sia un segno dagli "Dei dei sandwich" e suggerisce di attuare un sacrificio per placare la loro ira. La città cerca quindi di sacrificare SpongeBob quando un odore di Krabby Patty porta l'intera cittadinanza a seguirne il profumo fino a giungere in superficie. All’improvviso compare Bubbles, che a causa di SpongeBob aveva perso il suo lavoro come sorvegliante dell'universo, tornato per ringraziarlo: infatti il delfino si è reso conto di odiare il suo vecchio lavoro ed è ora felice di essere stato licenziato. Come ringraziamento, concede a SpongeBob e a Sandy, Squiddi, Patrick e Mr. Krab la capacità di respirare sulla terra. La squadra, pedinata da Plankton che si è nascosto in un calzino di SpongeBob, entra nella bocca di Bubbles che li spara dal suo sfiatatoio e lì fa atterrare sulla spiaggia di Sandy Shoals.
Il team individua il pirata Barba Burger che però, utilizzando il libro, li spedisce a Pelican Island, un'isola circondata da pellicani furiosi, per toglierli di mezzo. Usando l'inchiostro di Squiddi e la pagina finale del libro magico che era stata gettata in mare, SpongeBob riscrive la storia trasformando l'intera squadra in supereroi dotati ognuno di poteri speciali.  Tornati sulla spiaggia, ha così inizio la caccia a Barba Burger e alla formula segreta. Anche Plankton, che era stato lasciato su Pelican Island e che ora è diventato un supereroe verde e muscoloso, si unisce a SpongeBob e agli altri. Dopo una lunga battaglia, il pirata viene messo fuori gioco da Plankton con un calcio, venendo rimandato sull'isola dove aveva trovato il libro, e la formula viene finalmente recuperata. A riconsegnarla al legittimo proprietario, Mr. Krab, è proprio il suo antagonista, ora consapevole dell’importanza del lavoro di squadra. Portata a termine con successo la missione, tutti tornano a Bikini Bottom e riprendono la loro vita normale, compreso Plankton che, travestito da Gary (l’animale domestico di SpongeBob), riprende la sua normale occupazione: la caccia alla formula segreta del Krabby Patty.
Barba Burger, bloccato sull'isola dove aveva trovato il libro, risulta essere il capitano del quadro che in ogni puntata canta la sigla del cartone, mettendosi quindi a cantarla insieme ai gabbiani e venendo ascoltato da Bubbles.

## Distribuzione
Il film è uscito nelle sale statunitensi il 13 febbraio 2015, in quelle italiane il 26 febbraio dello stesso anno.

## Riconoscimenti
- 2015 - Kids' Choice Awards[1]
  - Candidatura Film d'animazione preferito

## Altri media
Un videogioco con una trama impostata sul film, dal titolo SpongeBob Heropants, è stato rilasciato nel Nord America il 3 febbraio 2015 per Nintendo 3DS, Xbox 360 e PlayStation Vita. Il gioco è stato pubblicato dalla Activision. Un gioco per cellulare, dal titolo The SpongeBob Movie Game: Sponge on the Run, è stato pubblicato il 22 gennaio 2015 per iOS e Android. Si tratta di un gioco di corsa senza fine basato sul film ed è simile a Temple Run e Cattivissimo Me: Minion Rush.

## Sequel
Nel febbraio 2015, durante un'intervista sul successo finanziario del film, Megan Collison, presidente della Paramount, ha dichiarato che l'idea di un terzo film è "un'ottima scommessa".
Il 2 novembre 2015 è stata confermata la produzione di un terzo film, il cui titolo previsto era SpongeBob 3: It's a Wonderful Sponge.
Nel 2019 il titolo del terzo film diventa The SpongeBob Movie: Sponge on the Run (SpongeBob - Amici in fuga), uscito ad Agosto 2020 nei cinema in Canada e negli Stati Uniti tramite servizi streaming, con una data di uscita slittata a Marzo 2021 per i cinema statunitensi. È per lo più in stile CGI-Live action (con la partecipazione di Keanu Reeves).